# Lengyel ortodox egyház
A lengyel ortodox egyház egy Varsóban székelő keleti ortodox egyház. A lengyel autokefál egyháznak  600-800 ezer híve van, többségében Lengyelország keleti területein.